# Бабинец, Сергей Григорьевич
Сергей Григорьевич Бабинец (15 августа 1976, д. Лопатин, Пинский район, Брестская область, БССР, СССР — 11 марта 1996, г. Грозный, Чеченская Республика, Россия) — российский военнослужащий, рядовой внутренних войск МВД РФ. Погиб в ходе выполнения воинского долга. Посмертно награждён орденом Мужества (1996).

## Биография
Родился 15 августа 1976 года в деревне Лопатин Пинского района Брестской области.
В армию был призван из Ростовской области.
Проходил службу во внутренних войсках МВД России.
В период, начиная с 1 августа 1995 и до 11 марта 1996 года, неоднократно участвовал в боевых операциях на территории Чеченской республики, принимал участие в сопровождении транспортных колонн.
11 марта 1996 года в звании рядового попал в засаду вместе с сопровождаемой колонной груза продовольствия, направлявшейся в Грозный. В бою вёл себя отважно, мужественно, смело. От полученного в бою при взрыве мины ранения умер в тот же день в городе Грозный.

## Награды
1996 — орден Мужества (посмертно) — «за мужество и героизм, проявленные при исполнении воинского долга».